# 세레소 오사카 U-23
세레소 오사카 U-23(Cerezo Osaka Under-23)은 오사카시를 연고로 하는 일본 축구팀이다. 세레소 오사카의 리저브팀으로 2016년 시즌 초반 리그에 진출한 이후 J3리그에서 뛰었다. 또한 요도코 벚꽃 스타디움에서 대부분의 홈 경기가 치러졌다.

## 역사
2016년에 FC 도쿄, 감바 오사카와 리저브팀인 U-23팀을 만들어 J3리그에 참여하였다. 일반 다른 리저브팀과 다르게 팀명 뒤에 '-B'가 아닌 'U-23'이라는 명칭을 사용하였다. 이 리저브팀들은 J2리그로 승격할 수 없으며, 23세 이상의 선수들은 최대 3명만이 참여할 수 있었다. 이러한 리저브팀 운영은 2020년에 종료되었다.